# Казанлъшка котловина
Казанлъшката котловина (Розова долина или Казанлъшко поле) е котловина в Средногорско-Подбалканската област, 7-ата по ред от запад на изток задбалканска котловина и 2-рата по големина задбалканска котловина след Софийската.

## География
Казанлъшката котловина е разположена между планините Триглав, Шипченска и Тревненска (дялове от Стара планина) на север и Сърнена Средна гора на юг. На запад планинският праг Стражата (Кръстец, 610 м) я отделя от Карловската котловина, а на изток възвишението Ямурджа и рида Межденик – от Твърдишката котловина.
Котловинното равнище – Казанлъшкото поле, е с площ от 780 км2 и тази площ нарежда котловина на 2-ро място по големина след Софийската от Задбалканските котловини. Дължината ѝ от запад на изток е около 70 км, а ширината ѝ е 10 – 12 км. Средната ѝ надморска височина е около 350 м, наклонена е на изток. На изток от Казанлък полето е по-равно.

### Населени места
В котловината са разположени 6 града – Казанлък, Павел баня, Мъглиж, Шипка, Николаево и Крън и 39 села: Александрово, Асен, Бузовград, Ветрен, Виден, Габарево, Голямо Дряново, Горно Изворово, Горно Сахране, Горно Черковище, Долно Изворово, Долно Сахране, Дунавци, Дъбово, Едрево, Елхово, Енина, Зимница, Копринка, Кънчево, Манолово, Нова махала, Овощник, Осетеново, Паничерево, Розово, Ръжена, Скобелево, Тулово, Турия, Тъжа, Търничени, Хаджидимитрово, Черганово, Шаново, Шейново, Юлиево, Ягода и Ясеново.

### Пътна инфраструктура
През котловината преминават участъци от 5 пътя от Държавната пътна мрежа:
- От север на юг, от град Шипка до село Ягода, на протежение от 31,1 км – участък от първокласен път № 5 Русе – Велико Търново – Стара Загора – ГКПП „Маказа“.
- От запад на изток, между градовете Калофер и Николаево, на протежение от 73,3 км – участък от първокласен път № 6 ГКПП „Гюешево“ – София – Карлово – Бургас.
- В най-източната част на котловината, на протежение от 3,9 км участък от второкласен път № 55 Дебелец – Нова Загора – Свиленград.
- В западната част на котловината, от североизток на югозапад, от град Шипка до село Турия, на протежение от 23,3 км – участък на второкласен път № 56 Шипка – Брезово – Пловдив.
- В центъра на котловината, от Казанлък до Бузовград, на протежение от 3,7 км – участък от третокласен път № 608 Казанлък Средногорово – Чирпан.

От запад на изток, между гарите Калофер и Николаево преминава участък от трасето на Подбалканската жп линия София – Карлово – Бургас, а от север на юг между гарите Дъбово и Ръжена – участък от трасето на жп линията Русе – Стара Загора – Подкова.
Геология
Казанлъшката котловина представлява тектонско понижение, подложено на потъване през неогена и кватернера. Състои се от два грабена – Шейновски на запад и Казанлъшки на изток, разделени от нисък напречен праг с посока север-юг. Западната част е по тясна и има доста нахълмена повърхнина с многобройни наносни конуси, образувани от старопланинските реки. Надморската височина тук достига 400 – 500 метра. Източната част е по обширна, по-равна и много по-ниска – на места под 200 м. Цялата котловина е запълнена с неоген-кватернерни отложения с мощност на места до 600 м. В старопланинското подножие кватернерната седиментация е от дебелослоен делувиално-пролувиален шлейф. Старопланинските склонове са стръмни с разкритие на палеозойски кристалинни скали, гранити, триаски и горнокредни седименти, обезлесени и силно ерозирани. На големи участъци в близкото минало са проведени залесявания с иглолистни насаждения. Средногорските склонове са ниски и полегати, изградени от гранити.
Климат, води, почви
Според климатичното райониране на Република България територията на Казанлъшката котловина спада към преходно-континенталната климатична област, район задбалкански нископланински и район на източните задбалкански полета.
Климатичният район на източните задбалкански полета обхваща земите, разположени между Стара планина и Средна гора по поречието на река Тунджа. Задбалканският нископланински климатичен район обхваща по-ниските части от южните склонове на Стара планина и най-високите части на Средна гора. Климатичният район на източните задбалкански полета се характеризира с по-мека зима, сравнително малък брой дни със снежна покривка, по-малка дебелина на снега, ниски абсолютни минимални температури, сравнително по-малка сума на зимните валежи. Характерни за този район през пролетта са сравнително ранните средни дати на устойчиво задържане на температурите над 5 °C (първата половина на март) и над 10 °C (първата половина на април), но късните пролетни мразове са често явление. Лятото е умерено топло, а лятната сума на валежите – голяма. През втората половина на лятото и началото на есента има продължителни засушавания. През есента средната температура над 5 °C се задържа до втората половина на ноември, а над 10 °C – до края на октомври. Първите есенни мразове започват по-рано от обикновено. Общо по отношение на климатичните условия изследваната територия може да се характеризира така: не много студена зима, топло и сравнително добре овлажнено лято, продължителен вегетационен период. Максимумът на валежите е през юни, а минимумът – през февруари и март. Продължителните засушавания са малко. Преобладават ветровете със западна компонента. По-редки са силните северни ветрове. Средната относителна влажност на въздуха е 50 – 60%, абсолютната – 4 – 12 мм. Климатичните данни показват ярко изразен континентален характер на климата. Средната годишна температура е 10,7 °C. Лятото е сравнително по-хладно, отколкото в Тракийската низина и не така сухо поради близостта на планината.
Преобладаващата посока на ветровете е от северозапад. Средната месечна скорост е най-висока – 4.2 м/сек за януари, и най-ниска през юли – 3.0 м/сек. През зимата преобладават ветровете със скорост 1.5 м/сек от север и северозапад. Ветрове със скорост 11 – 15 м/сек духат рядко – предимно през зимата и пролетта от север и северозапад. Най-ниската средномесечна температура е през януари, -0.5 °C, а най-високата през юли 21,8 °C. Средната месечна максимална температура е най-ниска през януари 4,3 °C, а най-висока през август 28,2 °C. Най-ниската средна месечна минимална температура на въздуха е през януари -4,8 °C, а най-висока през юли 39,2 °C. Абсолютната минимална месечна температура е измерена през януари и декември -33 °C, и най-висока през август 6 °C.
По цялото протежение на котловината от запад на изток протича река Тунджа, която с притоците си Тъжа, Турийска река, Габровница, Герила, Енинска река, Мъглижка река, Ветренска река и др. отводнява котловината.
Почвите са предимно делувиално-пролувиални и канелени.
Флора
Характерът на растителността в Казанлъшката котловина и нейното географско разпространение се обуславят от особеностите на почвено-климатичните условия и от значителната пряка или косвена намеса на човека. Неоспорими исторически данни доказват, че в миналото през XVI и XVII в. областта е била покрита с добре развита горска растителност. За това свидетелства и турският пътешественик Евлия Челеби, посетил тези места в средата на XVII век.
С течение на времето част от горската растителност е унищожена за разширяване на обработваемите земи и за добив на дървени въглища. Това довежда до оредяването, а на места (северно и североизточно от Казанлък) до пълното унищожаване на горската и тревната растителност. Към тези причини следва да се прибавят примитивното животновъдство и прекомерната паша на добитъка в миналото. Заедно с това за значителната намеса на човека по отношение на горската растителност свидетелстват уединените малки по площ дъбови, брястови и орехови горички. В Казанлъшката котловина при Крън все още е запазена така наречената орехова кория, а при село Тулово е оцеляла вековна естествена дъбова гора.
Следите от естествената растителност се наблюдават покрай реките Тунджа и Енинска и са представени от влаголюбиви горски видове – върба, топола и елша. Върху оцелелите ливадни площи се установява наличието на редица естествени тревни растения. Тук върху по-сухите отцедени места се наблюдават уединени или групирани дървета – дъб и полски бряст. Хълмът Тюлбето в по-голямата си част е зает от гори, които са в добро състояние. В източната част горската растителност е представена от борови насаждения. Тук покривната растителност е слабо развита и при дъждове по склоновете на водосборните се оттича голямо количество твърд отток, което усилва овражната ерозия. Затова е необходимо да се направи частична реконструкция в тези гори. Понастоящем горите в самото Казанлъшко поле заемат около 10% от територията. За подобряване на екологичните условия на тази територия е необходимо площите, заети с горска растителност, да бъдат увеличени с още 7 – 8%, и то предимно по обезлесените и ерозирали склонове на хълма Тюлбето и поречията на реките.
Стопанско значение
В района на селата Овощник и Ягода и град Павел баня има минерални извори.
Благоприятните климатични условия в котловина способстват за отглеждането на маслодайна роза, орехи, технически култури, лозя и зърнени култури. В централната част на котловината, западно от Казанлък, на река Тунджа е изграден големият язовир „Копринка“, който осигурява необходимата вода за напояване на земеделските култури.

## Топографска карта
- Лист от карта K-35-39. Мащаб: 1 : 100 000.
- Лист от карта K-35-51. Мащаб: 1 : 100 000.
- Лист от карта K-35-52. Мащаб: 1 : 100 000.